# Cirrhopetalum (Bulbophyllum)
Cirrhopetalum es una sección del género Bulbophyllum perteneciente a la familia de las orquídeas.
Se caracteriza por ser plantas de tamaño medio con rizomas gruesos alargados que dan lugar a  pseudobulbos ovoides, bien espaciados que llevan una sola hoja, apical, erecta que florece en una falsa umbela, como una margarita, y tienen flores con los sépalos laterales unidos en la parte superior de 2/3  y son mucho más largos que los otros segmentos florales. La especie tipo es: Bulbophyllum longiflorum.

## Especies
1. Bulbophyllum abbreviatum Rchb.f 1881 Madagascar
2. Bulbophyllum albociliatum (Tang S.Liu & H.Y.Su) K.Nakaj 1973
3. Bulbophyllum amplifolium (Rolfe) N.P.Balakr. & Sud.Chowdhury 1968  China
4. Bulbophyllum andersonii (Hook. f.) J.J. Sm. 1912 Sikkim, India, Mynamar,  Vietnam, y China
5. Bulbophyllum annamense (Garay) Sieder & Kiehn 2009 Vietnam
6. Bulbophyllum annandalei Ridl. 1920 Tailandia y Malasia
7. Bulbophyllum appendiculatum [Rolfe] J.J.Sm. 1915  India y Sikkim
8. Bulbophyllum asperulum J.J. Sm. 1909 Borneo
9. Bulbophyllum bicolor Lindl.1830 China
10. Bulbophyllum boninense (Schltr.) J.J. Sm. 1912
11. Bulbophyllum bootanense Parish & Rchb. f. 1874
12. Bulbophyllum brevibrachiatum (Schltr.) J.J.Sm. 1912
13. Bulbophyllum brienianum [Rolfe] J.J.Sm. 1912
14. Bulbophyllum cercanthum (Garay, Hamer & Siegerist) J.M.H.Shaw 2009 Borneo
15. Bulbophyllum chinense (Lindl.) Rchb.f. 1861 China
16. Bulbophyllum corolliferum J.J.Sm. 1917
17. Bulbophyllum cummingii [Lindl.]Rchb.f 1861
18. Bulbophyllum dentiferum Ridl. 1915
19. Bulbophyllum elatum (Hook.f.) J.J.Sm. 1912
20. Bulbophyllum electrinum Seidenf. 1973 publ. 1974 Yunnan China
21. Bulbophyllum elegantulum (Rolfe) J.J.Sm. 1912  India
22. Bulbophyllum emarginatum (Finet) J.J.Sm.1912
23. Bulbophyllum fenestratum J.J. Sm. 1907
24. Bulbophyllum fimbriatum (Lindl.) Rchb.f. 1861  India
25. Bulbophyllum fimbriperianthium W.M.Lin 2006
26. Bulbophyllum flabellum-veneris (J.König) Aver. 2003
27. Bulbophyllum fischeri Seidenf. 1974 India
28. Bulbophyllum forestii Seidenf. 1974
29. Bulbophyllum frostii Summerh.1928 Vietnam
30. Bulbophyllum gamosepalum (Griff.) J.J. Sm. 1912 Mynamar
31. Bulbophyllum gongshanense Z.H.Tsi 1981 northwestern Yunnan  China
32. Bulbophyllum graveolens J.J. Sm. 1912 New Guinea
33. Bulbophyllum gusdorfii J.J. Sm. 1917
34. Bulbophyllum habrotinum J.J. Verm. & A.L. Lamb 1994 Borneo
35. Bulbophyllum helenae J.J. Sm. 1912
36. Bulbophyllum hirundinis [Gagnep.] Seidenf. 1974 Vietnam , Taiwán
37. Bulbophyllum kuanwuense S.W.Chung & T.C.Hsu 2006 Taiwán
38. Bulbophyllum loherianum [Kranzel] Ames 1925
39. Bulbophyllum longibrachiatum Z.H.Tsi 1981 China y Vietnam
40. Bulbophyllum longiflorum Thouars 1822
41. Bulbophyllum makoyanum [Rchb.f]Ridley 1879
42. Bulbophyllum masonii (Senghas) J.J.Wood 1986
43. Bulbophyllum mastersianum [Rolfe]J.J.Sm. 1912
44. Bulbophyllum melanoglossum Hayata 1914 Taiwán
45. Bulbophyllum mirum J.J. Sm. 1906 Sumatra, Java, Bali and Malasia
46. Bulbophyllum morotaiense J.J. Sm. 1932 Moluccas
47. Bulbophyllum nodosum [Rolfe] J.J.Sm. 1912 India
48. Bulbophyllum obtusiangulum Z.H.Tsi 1995 Madagascar and the Mascarenes
49. Bulbophyllum omerandrum Hayata 1914
50. Bulbophyllum ornatissimum (Rchb. f.) J.J. Sm. 1912
51. Bulbophyllum pachybulbum [Schlechter] Seidenf. 1973 New Guinea
52. Bulbophyllum pectenveneris (Gagnep.) Seidenf. 1974
53. Bulbophyllum picturatum [Lodd.] Rchb.f 1864
54. Bulbophyllum pileolatum (Klinge) J.J. Sm. 1912  India
55. Bulbophyllum pingtungense S.S. Ying & C. Chen 1985 Taiwán
56. Bulbophyllum plumatum Ames 1915 Sumatra
57. Bulbophyllum pseudopicturatum (Garay) Sieder & Kiehn 2009
58. Bulbophyllum puguahaanense Ames 1915
59. Bulbophyllum pulchrum (N.E. Br.) J.J. Sm. 1912
60. Bulbophyllum pulchellum Ridley 1907
61. Bulbophyllum pumilio (Parish & Rchb. f.) Parish & Rchb. f. 1874
62. Bulbophyllum putidum [Teijsm. & Binn.]J.J.Sm. 1912
63. Bulbophyllum rolfei (Kuntze) Seidenf. 1979
64. Bulbophyllum rothschildianum (O'Brien) J.J. Sm. 1912
65. Bulbophyllum roxburghii (Lindl.) Rchb. f. 1864
66. Bulbophyllum rubroguttatum Seidenf. 1985 Thailand
67. Bulbophyllum sarcophylloides Garay, Hamer & Siegerist 1994
68. Bulbophyllum sarcophyllum [King & Pntlg.]J.J. Sm. 1912
69. Bulbophyllum scabratum Rchb. f. 1864 Assam India,
70. Bulbophyllum serratotruncatum Seidenf. 1974 Malasia
71. Bulbophyllum setaceum T.P. Lin 1975
72. Bulbophyllum sibuyanense Ames 1912
73. Bulbophyllum sikkimense (King & Pantl.) J.J. Sm. 1912 Sikkim
74. Bulbophyllum skeatianum Ridl. 1915 Malasia
75. Bulbophyllum spathulatum (Rolfe ex E. Cooper) Seidenf. 1970
76. Bulbophyllum strigosum (Garay) Sieder & Kiehn 2009 Vietnam
77. Bulbophyllum taeniophyllum Parish & Rchb. f. 1874
78. Bulbophyllum taiwanense (Fukuy.) K.Nakaj. 1973 Taiwán
79. Bulbophyllum thiurum Vermeulen & O'Byrne 2005
80. Bulbophyllum treschii Jenny 2012 Malasia
81. Bulbophyllum trigonopus Rchb. f. 1881
82. Bulbophyllum tseanum (S.Y. Hu & Barretto) Z.H. Tsi 2000 Hong Kong
83. Bulbophyllum venulosum J.J.Verm. & A.L.Lamb 2008 Sarawak y Sabah Borneo
84. Bulbophyllum violaceolabellum Seidenf. 1981 Yunnan China y Laos
85. Bulbophyllum weberi Ames 1912 Philippines
86. Bulbophyllum wightii Rchb.f. 1861 Taiwán
87. Bulbophyllum yoksunense J.J.Sm.1912 Nepal,